# Charlemagne Béjot
Pour les articles homonymes, voir Béjot.
Charlemagne Béjot (14 mai 1755, Messy - 19 février 1830, Paris), est un homme politique français.

## Biographie
Maire de sa commune, il devint plus tard administrateur du département de Seine-et-Marne. Il fut élu député suppléant aux États généraux de 1789, puis, le 2 septembre 1791, député de Seine-et-Marne à l'Assemblée législative. Il repose au cimetière du Père Lachaise (division 17), à Paris.